# Chaber austriacki
Chaber austriacki, chaber frygijski (Centaurea phrygia L.) – gatunek rośliny z rodziny astrowatych. W Polsce jest rzadki na niżu i częstszy w niższych partiach gór.

## Morfologia

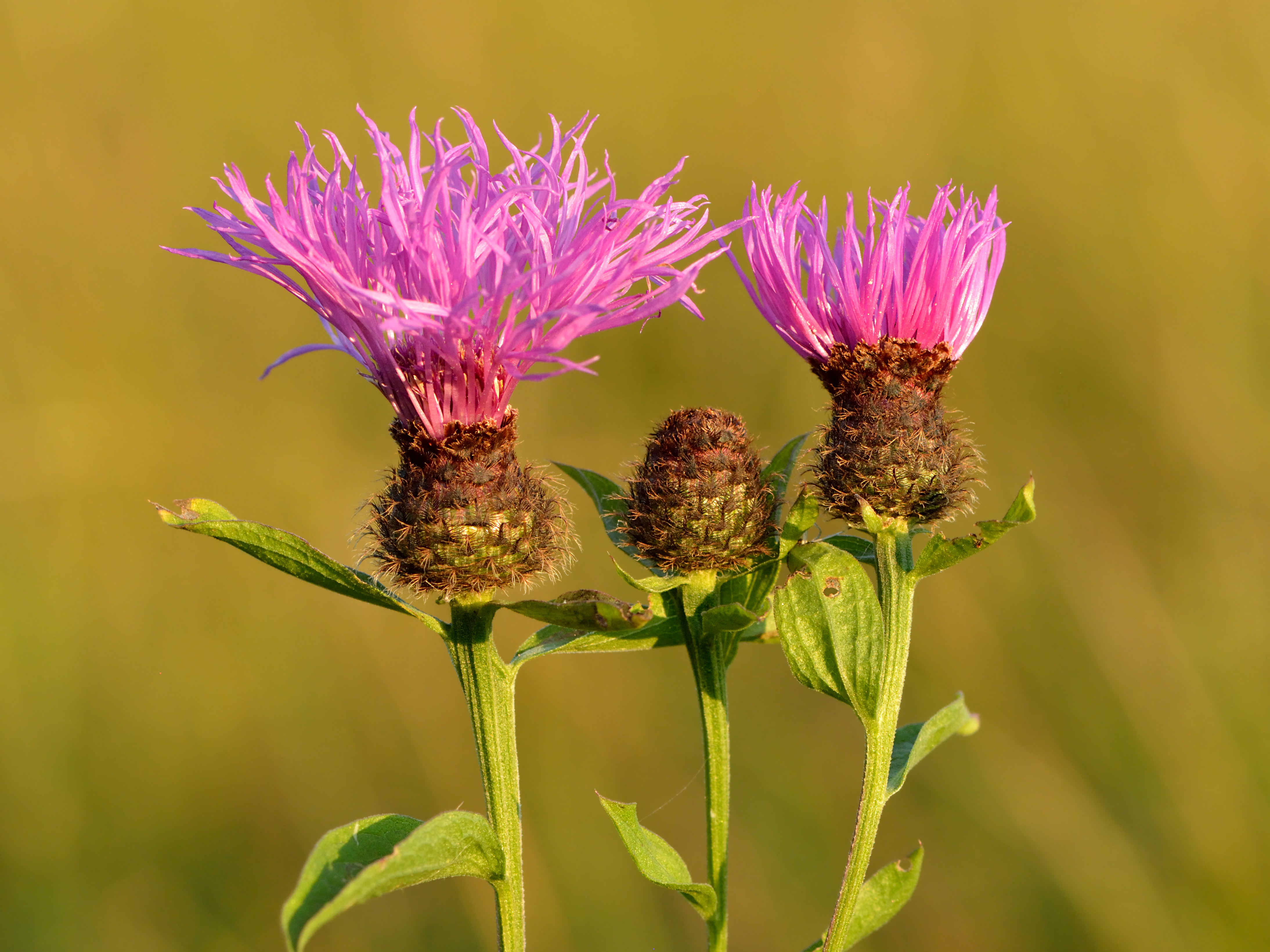
Kwiatostany

PokrójBylina o wysokości 30–80 cm.
ŁodygaWzniesiona, pojedyncza bądź w górnej części rozgałęziona, zwykle z 1–3 koszyczkami.
LiścieNiepodzielone, podługowate bądź podłużnie eliptyczne, sztywno i szorstko owłosione z obu stron, zwężone u nasady.
KwiatyKoszyczki kwiatowe o średnicy 3–5 cm, osadzone pojedynczo na szczytach rozgałęzień. Okrywa koszyczka kulistawa, o długości 14–16 mm. Łuski zakryte brunatnymi lub czarniawymi przyczepkami. Wewnętrzne przyczepki okrywy wystają dachówkowato ponad zewnętrzne. Średnie przyczepki trójkątnie lancetowate, wydłużone w szydlasty, frędzlowany i odgięty koniec. Barwa kwiatów fioletowopurpurowa, środkowe rurkowate, obupłciowe, brzeżne skośnie lejkowate, dłuższe, strzępiaste i płonne.
OwoceMa postać niełupki

## Biologia i ekologia
Bylina. Kwitnie od lipca do września. Zasiedla średnio wilgotne łąki, przydroża, zarośla i skraje lasów.